# (37191) 2000 WP69
2000 WP69 (asteroide 37191) é um asteroide da cintura principal. Possui uma excentricidade de 0.10879410 e uma inclinação de 7.74508º.
Este asteroide foi descoberto no dia 19 de novembro de 2000 por LINEAR em Socorro.